# Melodía Ruiz Gutiérrez
Melodía Ruiz Gutiérrez, mer känd under artistnamnet Melody, född 12 oktober 1990 i Dos Hermanas, är en spansk sångerska. Hon representerade Spanien i Eurovision Song Contest 2025 med låten "Esa diva" som slutade på 24:e plats i finalen.